# Tipula persignata
Tipula persignata är en tvåvingeart som beskrevs av Alexander 1945. Tipula persignata ingår i släktet Tipula och familjen storharkrankar. Enligt den svenska rödlistan är arten otillräckligt studerad i Sverige. Arten förekommer i Övre Norrland. Artens livsmiljö är skogslandskap, våtmarker.

## Underarter
Arten delas in i följande underarter:
- T. p. persignata
- T. p. tofina